# Czażów
Czażów is een plaats in het Poolse district  Ostrowiecki, woiwodschap Święty Krzyż. De plaats maakt deel uit van de gemeente Waśniów en telt 140 inwoners.